# Ледоём
Ледоёмы — межгорные впадины и расширения речных долин, полностью заполнившиеся (или заполняющиеся в настоящее время) ледниками горного обрамления. Ледоёмами называются и изометричные или слегка вытянутые в плане массы льда, заполняющие эти межгорные котловины. С этой точки зрения, ледоём представляет собой крупный элемент сетчатых ледниковых систем, который получает развитие в условиях горно-котловинного рельефа. Развившиеся ледоёмы пополняются льдом за счёт впадающих в них долинных ледников; кроме того, они могут получать снежное питание и на свою собственную поверхность.
Близкое определение представлено и в одном из современных географических словарей. Все указанные характеристики российский гляциолог-геоморфолог А. Н. Рудой относит к «классическим» ледоёмам Нехорошева. С таких позиций к современным ледоёмам можно относить многие ледниковые области Канадской Арктики, Гренландии, Шпицбергена, Земли Франца-Иосифа и т. п.

## О термине
Термин и понятие «ледоём» ввёл в научный обиход советский геолог В. П. Нехорошев в 1930 году на III съезде геологов СССР в Ташкенте. Дискуссия на съезде велась при этом о диагностических признаках «древних» ледоёмов прошлых ледниковых эпох. Этот факт можно считать одним из редких и примечательных случаев, когда термин и его содержание были предложены исключительно для целей исторической геологии и появились раньше, чем их современное, достаточно узкое, наполнение (см. определения выше). Во времена В. П. Нехорошева термин «ледоём» не требовал дополнения «древний», поскольку о других речь и не шла, как не вызывают заметных дискуссий в обсуждаемом аспекте современные ледоёмы сейчас. Обсуждение же четвертичных ледоёмов активно продолжается и в настоящее время. Первые специальные исследования морфогенетических типов ледоёмов произвёл российский гляциолог-геоморфолог А. Н. Рудой, хотя и ранее появлялись отдельные работы, посвящённые этому вопросу (главные из них приведены в примечаниях, обзор — в работе «Гигантская рябь течения»). Им же была предложена и пионерная классификация ледоёмов, которая в настоящее время разрабатывается как её первоначальным автором,
так и другими специалистами.

## Четвертичные ледоёмы
В. П. Нехорошев называл ледоёмами крупные формы рельефа, которые были заняты льдами в максимумы ледниковых эпох четвертичного периода. Новейшие определения под ледоёмами подразумевают собственно массы льда, заполняющие подходящие неровности земной поверхности. Однако в последнее время выяснилось, что ледоёмы целесообразно изучать комплексно — как гляциологические, физико-географические и геоморфологические объекты, — хотя бы потому, что большинство бывших ледоёмов в горах представляют собой в настоящее время обширные и сухие котловины, иногда занятые небольшими озёрами неледникового происхождения.
Проблемой является не обнаружение современных ледоёмов (как географические объекты они, в сущности, все давно известны), а разработка геологических и физических критериев выделения ледоёмов, существовавших в прежние ледниковые эпохи, главным образом — в последнюю. Эта проблема решается многими науками о Земле, но в целом относится к сфере палеогляциологии и четвертичной гляциогидрологии.

Соединявшиеся в ледоёмах ледники формировали самостоятельные центры, поверхность которых, по современным представлениям, за счёт ледникового подпруживания и саморазвития могла подниматься выше снеговой линии. Эти ледниковые центры, в свою очередь, питали мощные выводные ледники в выходящих из котловин речных долинах вплоть до предгорий. Корректные реконструкции четвертичных, в частности, ледоёмов, а также установление их взаимосвязей с котловинными ледниково-подпрудными озёрами часто полностью меняют представления о размерах, типе и динамике плейстоценовых оледенений суши.А. Н. Рудой
Под межгорными котловинами в данной статье понимаются все относительно крупные внутри- и междугорные понижения (депрессии, впадины) в рельефе, независимо от их происхождения, окружённые горными хребтами или системами.

### История и сущность проблемы
В четвертичной геологии, палеогляциологии и геоморфологии с начала XX века серьёзно обсуждался вопрос: занимались ли крупные межгорные котловины древнеледниковых областей в ледниковом плейстоцене льдом? Главным аргументом в пользу реальности существования четвертичных ледоёмов считалось присутствие ледниковых и водно-ледниковых отложений и рельефа на днищах межгорных впадин. По этому признаку в конце первой половины XX века на Алтае были выделены ледоёмы плоскогорья Укок, а также Джулукульской, Чуйской, Курайской, Уймонской, Лениногорской, Май-Копчегайской и Марка-Кульской котловин. По существу, все межгорные впадины Алтае-Саянской горной области, кроме котловины Телецкого озера, были в то время отнесены к ледоёмам. Это объясняется тем, что по расчётам Г. Гранэ и Л. А. Варданянца депрессия снеговой линии в максимум последнего оледенения составляла 1150—1200 м, а такая депрессия не могла не вызывать выдвижения позднечетвертичных ледников во впадины, что рассчитывается по несложной формуле того же Л. А. Варданянца.
| |  | |  |  |
| |  | Озёрные террасы позднечетвертичного (около 15 тыс. лет назад) Курайского ледниково-подпрудного озера на южном склоне Курайского хребта. Белая полоса — Чуйский тракт направо — к пос. Кош-Агач. Высота верхних озёрных уровней превышает 2200 м над уровнем моря при средних отметках современного днища Курайской котловины — ниже 1600 м. Аэрофотоснимок. |  |  |
| Поле дропстоунов на днище Чуйского позднечетвертичного ледниково-подпрудного озера. На заднем плане — северный склон хребта Сайлюгем, на котором отчётливо видны озёрные террасы. Эти террасы — следы ледниково-подпрудного озера, в которое спускались горные ледники и продуцировали айсберги, один из которых и оставил эти дропстоуны на этапе сброса озера (около 15 тысяч лет назад). |  | Центральная часть современного ложа Чуйского позднечетвертичного ледниково-подпрудного озера. Для масштаба на передний план приведены верблюды. На заднем плане видны частично обрамляющие Чуйскую котловину Южно-Чуйский и отроги Северо-Чуйского хребта.                                                                                                  |  |  |

Позднее было установлено, что в некоторых межгорных котловинах Алтая, например, в Курайской и Чуйской, где должны бы были возникать плейстоценовые ледоёмы, ни очевидных морен, ни безусловно флювиогляциальных образований как будто нет, а значит, и ледоёмов в них не существовало.
В течение десятилетий это обстоятельство вызывало дискуссии, в которых участвовали все работавшие в горах Южной Сибири геологи и географы. Дискуссии обострялись ещё и в связи с тем, что на склонах большинства межгорных котловин отчётливо сохранились озёрные террасы. Это могло означать, что впадины служили вместилищем для озёрных вод, которые, как считалось, не оставляли места для ледников.
Правда, некоторые геологи, например, А. И. Москвитин, полагали, что из-за своеобразия механизма образования ледоёмов на днищах последних морены могли иногда и не откладываться. Так, в Чуйской котловине на Алтае, считал этот исследователь, нижняя часть льда в ледоёме оставалась малоподвижной и не формировала морен, а верхняя часть и сама по себе несла очень мало моренного материала. Озёрные же террасы в этой и в других котловинах были отнесены А. И. Москвитиным к доледниковым и послеледниковым озёрам. Так же рассуждали и другие специалисты. В разгар дискуссии о границах четвертичных ледников, когда площади древнего оледенения в разных работах то сокращались почти до современных, то покрывали чуть ли не всю сушу, едва оставляя участки для предгорных озёр и органического мира, увидели свет обстоятельные статьи Е. С. Щукиной, Л. Д. Шорыгиной и В. Е. Попова, в которых утверждалось, что внутригорные водоёмы Южной Сибири существовали в межледниковое и доледниковое время. Но и в ледниковые эпохи, по представлениям этих исследователей, ни Чуйская, ни Курайская, ни Уймонская котловины ледниками полностью не занимались.
Дискуссия начала 1960-х годов напоминает несколько парадоксальную ситуацию, сложившуюся в 1930-х годах, когда в период увлечения идеями ледоёмов Нехорошева А. В. Аксарин объяснил возникновение озёр в Чуйской котловине на Алтае тектоническим опусканием Северо-Чуйского хребта, а Б. Ф. Сперанский, один из самых горячих сторонников алтайских ледоёмов, был вынужден к этому присоединиться и синхронизировать четвертичное Чуйское озеро с последней межледниковой эпохой. В ледниковые же эпохи, по Сперанскому и Аксарину, во всех межгорных впадинах были ледоёмы.
Таким образом, свидетельства существования ледоёмов в разных котловинах оказывались часто прямо противоположными: в одних впадинах в качестве доказательства заполнения их льдом предлагались морены, а в других — их отсутствие и наличие озёрных террас.
На это обстоятельство обратили внимание Е. В. Девяткин с соавторами. Они вновь подробно рассмотрели аргументацию предшественников и сформулировали главные геолого-геоморфологические признаки ледоёмов:
1. наличие активных и достаточно мощных ледников в горном окружении котловин;
2. площадное развитие в котловинах валунно-суглинистой основной морены, петрография валунов в которой одинакова с геологическими фациями окружающих хребтов;
3. наличие интрагляциальных водно-ледниковых образований — камов, озов и камовых террас, которые свидетельствуют о «широком развитии мёртвых льдов» в стадии дегляциации;
4. наличие в пониженных участках котловин озёрно-ледниковых отложений и реликтовых, главным образом моренно-подпрудных озёр;
5. наличие следов экзарации в котловинах;
6. наличие в краевых частях ледоёмов маргинальных каналов стока талых вод деградировавших ледников.

По совокупности этих признаков Е. В. Девяткин с коллегами выделили Бертекский, Тархатинский, Джулукульский ледоёмы и ледоём плоскогорья Укок. Поскольку, как полагали эти геологи, в Чуйской, Курайской, Уймонской и им подобных котловинах морен нет, то и ледоёмами они не являлись.
Нельзя не заметить, что из шести выделенных диагностических признаков ледоёмов главным Е. В. Девяткин с соавторами считают всё же второй. Если морен и флювиогляциальных форм в котловинах нет, то все остальные признаки, судя по статье, не играют роли и могут быть объяснены чем угодно, но только не работой ледников. Поскольку вопрос о возникновении ледоёмов всегда ставился одновременно с вопросом о существовании в котловинах больших ледниково-подпрудных озёр, то альтернативные объяснения генезиса «спорных» форм рельефа и отложений давались, как правило, с озёрных позиций. Именно таким образом поступили в своё время с «озом Обручева» в Уймонской межгорной впадине. «Среди этой степи мое внимание обратил на себя невысокий узкий вал, длиной около 2 верст, который тянется с ССЗ на ЮЮВ над степью он поднимается от 2 и до 4— 6 м; гребень его настолько плоский, что по нему можно ехать в телеге; он местами ровный, местами понижается и в двух-трех местах разорван более глубокими выемками, возле которых по сторонам вала небольшие холмики. Почва вала — песчано-галечная, есть и мелкие валуны. Это, вероятно, оз одного из ледников, спускавшихся с Катувских альп на север и пересекавших р. Катунь, или же древнего ледника Теректинского хребта. В литературе описание и объяснение этого вала мне не попадалось.» — В. А. Обручев, 1914 .
Однако существование и самих котловинных ледниково-подпрудных озёр в ледниковом плейстоцене гор Сибири требовало специальных доказательств как их генезиса, так и их возраста. Понятно, что если во впадинах имеется «очевидный» моренный рельеф, как, например, на плоскогорье Укок, в Джулукульской, Тархатинской и Улаганской котловинах, то, скорее всего, они были «классическими» ледоёмами Нехорошева. Гораздо интереснее становится ситуация тогда, когда в межгорных впадинах таких «очевидных» форм нет, но ледоёмы, исходя из палеогляциологических соображений, должны были возникать. Ещё более сложной она оказывается в тех случаях, когда котловины имеют геологические следы приледниковых озёр. Ну, и, наконец, если следы таких озёр (озёрные террасы и отложения) диагностируются также неуверенно, неединодушно, но озёра, как и ледоёмы, исходя из тех же палеогляциологических моделей, всё же должны были образовываться, реконструкции, на первый взгляд, вообще заходят в тупик. Причём дополнительные фактические данные (материалы бурения, новые карьеры, обнажения и т. п.) положения не меняют, а, как будет показано ниже, зачастую и усугубляют. В этом смысле показательна Уймонская котловина на Алтае. Здесь должны были быть и четвертичные ледоёмы, и ледниково-подпрудные озёра, но достоверных геологических следов ни тех, ни других в этой котловине пока нет.

### Уймонская котловина
Уймонская межгорная котловина относится к крупнейшим котловинам Алтая. С юга она ограничена высочайшим в Сибири Катунским хребтом, который несёт мощное современное оледенение. Абсолютные отметки Катунского хребта достигают 4500 м (высота горы Белухи — 4506 м). На севере впадина ограничивается Теректинским хребтом, также имеющим современные, преимущественно каровые и склоновые ледники. Речные долины обоих хребтов имеют в верхних частях профиль трогов с разным набором хорошо развитых конечных морен. Большинство морен подпруживают озёра, самые крупные из которых относятся к Катунскому хребту.
Днище котловины слабо наклонено к востоку. Оно заполнено рыхлыми полифациальными отложениями, среди которых протекает река Катунь. Урез Катуни на выходе из котловины (гидроствор Катанда) составляет 904 м над уровнем моря.
|  |  |  |  |  |
|  |  |  |  |  |

Заключение о возникновении здесь большого озера постулировалось на следующем основании: поскольку ледники Катунского хребта переполняли долину Катуни ниже котловины, то сток из последней был подпружен, и котловина заполнялась водой. Однако это справедливое допущение до последнего времени не находило подтверждения надёжным фактическим материалом. Напротив, ещё в 1914 году В. А. Обручев обнаружил в центральной части котловины длинный извилистый в плане вал, охарактеризованный им как оз. Позднее Е. В. Девяткин с коллегами утверждали, что «оз Обручева» на самом деле имеет эрозионное происхождение, а в пределах Уймонской котловины ледниковых образований быть не может, потому что ледники бассейна Катуни и её притоков вообще не доходили до впадины, а оканчивались в горах. Так же считали и Г. Ф. Лунгерсгаузен и Г. А. Шмидт, отмечая, что «оз Обручева» — это береговой вал древнего озера. В 1973 году П. А. Окишев описал целую серию таких валов и доказал правоту гипотезы В. А. Обручева. Однако этим самым он показал и то, что Уймонская котловина заполнялась льдом, то есть была ледоёмом.
Выдвижение ледников Катунского хребта в долину реки Катуни, как сказано выше, рассчитывалось по формуле Л. А. Варданянца. Однако ещё в середине прошлого века М. В. Тронов писал, что при разработке своей модели Л. А. Варданянц не учитывал эффекта ледникового подпруживания. С учётом последнего при депрессии снеговой линии в 1150 м Катунский, например, ледник не мог иметь размеры, показанные на схеме Л. А. Варданянца. Поэтому М. В. Тронов полагал, что либо депрессия снеговой линии была намного меньше, либо Катунский ледник должен был продвигаться гораздо дальше, то есть выходить в Уймонскую котловину.

Таким образом, сейчас, как и прежде, проблема сибирских ледоёмов всё ещё решается по принципу «либо-либо»: либо ледоём, либо водоём.

Поэтому целесообразно обратиться к аргументации взглядов на механизмы образования ледоёмов различного типа в свете прежних и новых материалов и идей, предложенных в последней четверти XX века. Итак, в пользу существования в Уймонской котловине на Алтае больших ледниково-подпрудных озёр и ледоёмов свидетельствуют нижеследующие факты.
Строение озов в Уймонской котловине
В районе старого аэропорта посёлка Усть-Кокса в стенке карьера высотой около 5 м вскрывается следующий разрез (сверху вниз):
- суглинок покровный бурый, мощностью до 1 м;
- пески ясно слоистые, грубо- и крупнозернистые, серые, рыхлые, промытые. Слоистость в общем случае согласна подстилающей скульптуре, иногда нарушена. Помимо ориентировки зёрен, согласно напластованию, слоистость подчёркивается чередованием грубо- и крупнозернистых горизонтов. Часто встречаются карманы из вмещающих пород. Мощность слоя — до 3 м;
- пески бурые, слоистые, включены во все горизонты в виде длинных лент, реже — линз;
- гравий и галька неяснослоистые. Слоеватость намечается чередованием крупности обломков; независимо от ориентации разреза она имеет куполообразный, «антиклинальный», облик. Галечники, в особенности в кровле пачки, рыхлые. К подошве пачки наблюдается увеличение крупности обломочного материала одновременно с уменьшением ясности текстур. Видимая мощность — до 4 м;
- пески гравелистые, серые, горизонтально слоистые, включены в предыдущий горизонт в виде прослоев.

Описанный разрез является типичным для всех вскрытых естественными обнажениями или расчистками озов котловины. Однако ни в одном из них в подошве разреза не обнажается морена, образование которой предшествует или синхронно формированию камов и озов и наличие которой в межгорных впадинах считается одним из главных аргументов в пользу ледоёмов, хотя в некоторых работах отмечается, что озы могут подстилаться и коренными породами.
В 1975 году А. Н. Рудой попытался вскрыть «корни» оза, расположенного в уступе левобережной эрозионной террасы реки Катуни. Канавами был пройден обращённый к Катуни склон оза, а также верхняя часть террасы, «вырезанной» в днище котловины. В стенке канавы было обнаружено (сверху вниз):
- дёрн;
- суглинок покровный, коричневато-серый с редкими пятнами тёмно-серой супеси. Мощность слоя — около 2 м;
- песок тёмно-серый, крупнозернистый и гравелистый. Обнажается в виде линз, клиньев, карманов. Мощность прослоев — около 30 см;
- супесь светло-коричневая, пылеватая, с прослоями и линзами валунных суглинков. Обломочный материал хорошо окатан, мощность — около 1 м. Ниже подошвы слоя —
- забой канавы опускается под площадку террасы, на которой находится описываемый оз. Здесь было вскрыто:
- гравий и галька с редкими и мелкими валунами. Горизонт имеет отчётливую субгоризонтальную слоистость. Гравий и галька средне и хорошо окатаны. Подошва слоя уходит под забой. Видимая вскрытая мощность слоя — 2 м.

Исходя из строения озов, можно констатировать, что озы лежат не на основной морене, а на озёрных галечниках.
Морфология и строение краевых ледниковых форм в устьях речных долин
В приустьевой части долины реки Мульты на юго-восточном склоне Уймонской котловины река подрезает морену, сложенную валунами с песчано-гравийно-галечниковым заполнителем. В целом для разреза характерно увеличение доли обломочного материала сверху вниз по разрезу. Обломки хорошо окатаны, имеют округлую форму, размеры валунов достигают 0,5 м в диаметре. Валунный материал значительно выветрен и представлен биотитовыми и биотит-роговообманковыми гранитами. Гравий и галька, напротив, имеют очень свежий облик. Мощность обнажения — около 4 м.
В междуречье рек Мульты и Акчана, на правобережье реки Катуни есть обширное поле субконцентрических цепочек взаимопараллельных валов и холмов высотой более 4 м, разделённых неглубокими ложбинами. По морфологическим признакам этот рельеф очень похож на ребристую морену (годичную морену Де Геера), но не на гигантские знаки ряби течения, как считали В. В. Бутвиловский с Н. Прехтелем.
Напротив села Аккоба этот рельеф под острым углом к грядам подрезается Катунью, где на протяжении 0,5 км вскрываются (сверху вниз):
- суглинок покровный серовато-коричневый, пылеватый, мощностью до 1,5 м;
- гравий и галька с редкими мелкими валунами. Обломочный материал в основном имеет свежий облик, в северной части разреза попадаются значительно выветрелые валуны биотитовых гранитоидов. Окатанность валунов средняя и хорошая. В целом горизонт хорошо промыт, заполнитель представлен грубозернистым и гравелистым песком, содержание его невелико. Лишь в северной части разреза встречены тонкие (10—15 см) вытянутые песчаные прослои. Внутри этих прослоев имеется очень тонкая субгоризонтальная слоистость. Изредка в основании северной части толщи встречаются линзы коричневого пылеватого суглинка. Общая слоистость горизонта повторяет профиль топографической поверхности и наиболее ясно выражена в центральной и южной частях обнажения. Мощность горизонта — до 4 м;
- суглинок темно-коричневый, водонасыщенный, горизонтально простирается по всему разрезу. Мощность — 20—30 см;
- валунник с гравийно-галечниковым и песчаным заполнителем. Валуны хорошо и совершенно окатаны, имеют округлую форму, в диаметре не превышают 0,4 м. Какая-либо сортировка в слое отсутствует. Видимая мощность слоя — 3 м. Ниже — осыпь.

Как видно из описания и из рисунка, грядово-ложбинный рельеф с поверхности сложен флювиальными волнисто-слоистыми отложениями, что в совокупности с пространственной ориентировкой гряд позволяет классифицировать его как систему маргинальных озов, сформировавшихся в водной среде у края распластывавшегося в устьевой части реки Акчан ледника. В строении гряд принимает участие и моренный материал, причём контакт основной морены и гравелистых галечников не везде такой идеальный, как в описанном обнажении. Валунные суглинки в обнажении Мульты аналогичны слою (4 по счёту сверху) в обнажении Катуни, однако водно-ледниковый слой в кровле первого отсутствует. В полукилометре западнее мультинской дороги, на правом берегу Катуни карьером вскрыта одна из отдельных гряд, в основании которой залегают слабоокатанные валуны, перемешанные с гравием, песком и суглинком. Кровля этого разреза представлена хорошо промытыми галечниками.
На основании рассмотренных обнажений и расчисток можно заключить, что в системе маргинальных озов юго-восточной периферии Уймонской котловины принимают участие и моренные гряды. Взаимоотношения водно-ледниковых и ледниково-аккумулятивных отложений, как было показано, складываются трояко:
- гравийные галечники согласно перекрывают осадки основной морены;
- отложения озов могут иметь моренное ядро с неровным, «рваным», контактом;
- водно-ледниковые галечники вообще не участвуют в строении гряд.

Результаты изучения фронтального ледникового рельефа в Швеции и в Канаде показали, что маргинальные озы и ребристая морена, аналогичные описанным, возникают в условиях больших горизонтальных напряжений в концевой зоне ледника, который реагирует на них как хрупкое тело. Дж. Элсон отметил парагенетическую связь морен Де Геера и маргинальных озов. Г. Хоппе полагал, что морены Де Геера могут формироваться только на контакте ледников с водоёмами, что вызывает сезонную неустойчивость края ледника и ведёт к возникновению здесь близко расположенных трещин, куда выжимается основная морена из ложа ледника («моренные диапиры»). Одновременно, как показали полевые изыскания А. Н. Рудого, в краевых трещинах наледниковыми и внутриледниковыми талыми водными потоками откладывается и водно-ледниковый материал:

Строение и морфология грядового рельефа в междуречье рр. Мульты и Акчана указывают на то, что ледники из этих долин опускались в водоём, который существовал в котловине в ледниковое время. Тот факт, что развитые в центральной части котловины цепочки озов залегают непосредственно на озёрных отложениях, а под озами и вокруг них отсутствуют синхронные им моренные образования, может объясняться только тем, что озы формировались на ледниковом покрове, который полностью бронировал зеркало озера. Это покров представлял собой соединившиеся на плаву «шельфовые» ледники подножий Катунского и Теректинского ледниковых центров. При распаде оледенения, спуске озера (или его выдавливании) ледниковый покров опускался на дно впадины. Возможно, и на этом этапе среди массивов мёртвого льда формировались интрагляциальные озоподобные формы.
Во втором случае, зафиксированном в междуречье рр. Мульты и Акчана, само строение и морфология грядового рельефа также как будто убедительно свидетельствуют о том, что горно-долинные ледники контактировали с водным бассейном.

В своих прежних работах А. Н. Рудой не синхронизировал эти два события и относил образование озов в центральной части Уймонской впадины к среднему плейстоцену, а поле маргинальных озов её периферии — к позднему. Сейчас он считает это ошибочным.
Исходя из «свежести» морфологии краевых форм, а также на основании фактических данных (в том числе — и абсолютных датировок) по другим горно-котловинным районам, этот исследователь полагает, что события, запечатлённые краевыми ледниковыми образованиями в Уймонской впадине, относятся ко времени окончания последнего оледенения (18—12 тыс. лет назад), хотя маргинальные озы Мульты — Акчана фиксируют самые финальные стадии вюрмского оледенения сибирских гор и являются более юными, чем «озы Обручева». Конечно, полную ясность в этот вопрос могут внести новые абсолютные датировки, которых в Уймонской котловине пока просто нет, а надёжность имеющихся по соседним территориям, к сожалению, невелика, и их мало.

## Изменение парадигмы. Типы ледоёмов. Наледные ледоёмы и пойманные озёра
Итак, к концу XX века было выяснено, что («классические») ледоёмы Нехорошева — это только лишь один и далеко не самый распространённый сценарий озёрно-ледниковой истории межгорных впадин. Разработка проблемы ледоёмов стала производиться на основе совершенно иной парадигмы: «и водоём, и ледоём». Такой подход стал возможен потому, что расчётами объёма талого ледникового стока было доказано: к моменту кульминации оледенения большинство крупных межгорных котловин уже было занято ледниково-подпрудными озёрами.
В зависимости от морфологии межгорных впадин величины депрессии снеговой линии в окружающих горах и в зависимости от энергии оледенения взаимоотношение четвертичных ледников складывалось по нескольким сценариям.
- Только ледоём, без озера («классические ледоёмы» В. П. Нехорошева). К таким ледоёмам отнесены все высоко поднятые внутригорные котловины Сибири с моренным и водно-ледниковым рельефом на днищах. На Алтае, в частности, это Улаганская, Джулукульская, Тархатинская и Бертекская впадины.
- Водоём и ледоём вместе. Эта модель рассматривает случаи, когда на поверхности большого ледниково-подпрудного озера спускавшиеся из гор долинные ледники сливались на плаву («шельфовые ледники» горных стран) и перекрывали озеро. Возникали так называемые пойманные озёра («catch lakes», по А. Н. Рудому). Пойманные озёра висконсинского возраста, возникавшие согласно модели А. Н. Рудого, реконструированы недавно и в Британской Колумбии[42]:

Механизм очень энергичного, катастрофического выдавливания подледниковых озёр и морей под огромной ледниковой нагрузкой становился, по-видимому, превалирующим на стадиях кульминации оледенений. Дилювиальные каналы подледниковых сбросов (субгляциальные спиллвеи), сформировавшиеся под давлением позднеплейстоценовой (висконсинской) ледниковой лопасти для Южного Онтарио, провинций Альберта, Квебек и Северо-Западных территорий современной Канады, были описаны, например, Т. Бреннанд и Дж. Шоу. Формирование отдельных форм рельефа (в частности, некоторых друмлиноидов), происхождение которых связывалось ранее с приледниковым морфогенезом, Т. Бреннанд и Дж. Шоу объясняют напряжёнными водно-эрозионными динамическими обстановками под ледниковыми щитами.

Я. А. Пиотровский исследовал дилювиальные подлёдные формы на германском побережье Северного моря. Под действием ледниковой нагрузки четвертичное подледниковое озеро Столпер оказалось здесь выдавленным в море, причём в процессе истечения, характер которого был катастрофическим, образовались глубокие дилювиально-эрозионные каналы — спиллвеи (туннельные долины), крупнейший из которых — канал Борнхёвд — имел глубину в 222 м при длине почти 13 км и располагался почти на 200 м ниже современного уровня моря.
Наконец, совершенно логичной, но неожиданной даже для А. Н. Рудого, кульминацией развития его концепции о наледных ледоёмах и пойманных озёрах стала финальная реконструкция М. Г. Гросвальда о гигантском Арктическом подледниковом озере, систематически и катастрофически выплёскивавшимся на прилегающую сушу под мощным стрессом позднечетвертичного величественного Арктического ледника, маргинальные части которого к тому же испытывали регулярные сёрджи.
- Наледные ледоёмы. Эта модель рассматривает случаи, когда граница питания ледников опускалась ниже зеркала воды. На месте водоёмов возникали сложные образования, состоявшие из мощной линзы талых вод, бронированной озёрными, наледными и глетчерными льдами, а также снежно-фирновой толщей. Поверхности озёр вовлекались, таким образом, в зону питания ледников и становились новыми ледниковыми центрами с субрадиальным оттоком льда (положительная инверсионная ледниковая морфоскульптура).

В качестве дополнительных доказательств реальности существования наледных ледоёмов по-прежнему можно приводить особенности строения ленточных «глин» в крупнейших их алтайских местонахождениях — в долинах рек Чаган и Чаган-Узун. Специальные исследования показали, что скорость накопления этих отложений в местонахождении Чаган составляла примерно 2—4 мм/год, а в разрезе Чаган-Узун — от 8—10 до 15 мм/год. Удалось также выяснить, что в разрезе Чаган имеются особые слои преимущественно глинистого состава, выдержанной (около 10 мм) мощности, с различными интервалами повторяющиеся во всей толще. Эти слои получили название «криохронных». Криохронные слои соответствуют нескольким годам с очень коротким и холодным абляционным периодом, а вероятнее всего — вообще без него. В течение этих периодов приледниковые озёра не вскрывались ото льда вообще, и на их дне накапливались (отстаивались) преимущественно особенно тонкодисперсные отложения, не успевшие выпасть в осадок ранее. Это осаждение происходило на фоне практически полного прекращения талого стока с питающих озеро ледников и отсутствия поступления в приледниковые водоёмы новых порций твёрдого вещества. Дальнейшее похолодание и увеличение увлажнённости вызывали дальнейшее понижение границы питания ледников до тех пор, пока последняя не опускалась ниже уровня озёр. Начиналось формирование наледных ледоёмов.
Ещё одним подтверждением гипотезы наледных ледоёмов являются итоги работ последних десятилетий на современных озёрах оазисов Антарктиды. Согласно этим работам, при среднегодовой температуре воздуха у поверхности до −20 °C в одном из крупнейших антарктических озёр, озере Ванда, существующем преимущественно в подлёдном режиме, придонные слои воды могут нагреваться до +25 °C. Озёрный лёд мощностью около 4 м не только является своеобразным экраном, защищающим водоём от низких температур и ветра, но и природной ледяной линзой, увеличивающей тепловой эффект интенсивного притока солнечной радиации, составляющей здесь летом до 170 ккал/м²·час.
М. С. Красс показал, что короткопериодические колебания климата воздействуют в основном на мелкие водоёмы антарктических оазисов, но практически не влияют на тепловой режим крупных озёр. Большой тепловой запас последних обеспечивает им большую инерционность. При дальнейшем понижении границы питания ниже уреза озёр вода в них, как показывают уже примеры алтайских наледных ледоёмов, может сохраняться очень долго за счёт тепла, накопленного ранее, а по мере образования и накопления на поверхности замёрзших озёр снежно-фирновой толщи и её диагенеза озёра окажутся вне пределов влияния сезонных колебаний температуры воздуха, то есть превратятся в водяные линзы.
- Только ледниково-подпрудное озеро

Ледниково-подпрудные озёра, в общем случае, представляют собой крупные скопления воды, которые возникают перед краем ледниковых покровов, а также в расширениях горных речных долин при их подпруживании долинными ледниками.

## Научное значение исследования проблемы ледоёмов
При различных масштабах оледенения и в разное время одноимённые котловины испытывали разную последовательность озёрно-ледниковых событий. Например, Чуйская, Курайская и Уймонская впадины на Алтае переживали этапы и наледных ледоёмов, и пойманных озёр. Оба этих этапа предварялись и заключались этапами ледниково-подпрудных озёр. Такую же последовательность испытывали впадины озёр Байкала, Телецкого и Толбо-Нура в Северо-Западной Монголии. Д. В. Севостьянов к наледным ледоёмам счёл возможным отнести в некоторые стадии развития позднечетвертичные приледниковые озёра Чатыркёль и Сонкёль на Тянь-Шане. Этот же исследователь полагает, что известное озеро Кара-Коль в горах Восточного Памира также могло переживать в своей истории стадию наледного ледоёма. Однако полностью льдами эти впадины, по-видимому, не заполнялись.
Другие ледоёмы, такие, например, как котловины плоскогорья Укок на юге Алтая, во время кульминации оледенения полностью занимались ледниками, то есть становились классическими ледоёмами Нехорошева. Ледниково-подпрудные озёра существовали здесь также на начальных и конечных стадиях оледенения.
Пойманные озёра и ледоёмы наледного типа представляют большой интерес. Именно они во время максимального похолодания служили источниками наиболее крупных выводных ледников в среднегорье и низкогорье. Объединяясь на предгорных равнинах, последние образовывали обширные ледниковые покровы и ледниковые комплексы. Вероятными аналогами такой, кульминационной, фазы развития ледоёмов различного типа могут служить огромные подлёдные линзы воды под более чем 4-километровой толщей льда в районах Купола B, Купола C и станции Восток в Антарктиде.
Все межгорные впадины Центральной Азии пережили в плейстоцене этапы ледоёмов. Собственно термин «ледоём» («ledoyom») подразумевает сегодня как межгорную впадину, занятую глетчерным льдом («ice body»), так и особый морфогенетический и динамический тип ледников.
Открытие на Алтае феномена ледоёмов разного морфодинамического и генетического типов имеет большое научное значение не только для четвертичной геологии и палеогеографии горных стран. Концепция наледных ледоёмов и пойманных озёр помогает с принципиально новых позиций осмыслить многообразие современных и древних горных и покровных ледников, а также генетически и географически связанных с ними геофизических явлений не только на Земле, но и на некоторых других планетах и планетоидах Солнечной системы, поверхность которых или состоит изо льда, или обязана своим обликом работе ледников и талых вод.

## Комментарии
1. ↑  Так, ещё в середине XX века М. В. Тронов заметил, что если рассчитанная Л. А. Варданянцем депрессия снеговой линии в плейстоцене действительно была таковой (более километра), то все ледники Катунского ледникового центра должны были покидать устья своих долин, и в узких местах долины реки Катуни ниже Уймонской котловины они должны были подпруживать последнюю. При этом выше образовавшихся ледниковых плотин в котловине неминуемо должно было возникать ледниково-подпрудное озеро.
2. ↑  Во время геологической съёмки крупного масштаба в полевой сезон 2006 года геологи Горно-Алтайской геологоразведочной экспедиции А. Н. Рудой и Г. Г. Русанов обнаружили в краевой части северного подножья Катунского хребта в днище Уймонской котловины глубокий молодой развивающийся овраг, в котором вскрываются чисто промытые неясно слоистые пески и супеси мощностью более 20 м, имеющие, очевидно, озёрный облик. Эти данные пока не опубликованы, а сам разрез требует дополнительного изучения.

## Топооснова
- Курайская котловина до урочища Кара-Коль
- Западный край Курайской котловины, бассейн рр. Маашея и Шавлы
- Центральная часть Чуйской котловины с пос. Кош-Агач, часть Курайского хребта и долины р. Башкаус. Стрелками можно вызвать соседние листы
- Центральная часть Уймонской котловины и фрагмент осевой части Катунского хребта. Стрелками можно вызвать соседние листы